# Manuel Espinosa Sainos
Manuel Espinosa Sainos (Ixtepec, Puebla, el 4 de octubre de 1972) es un poeta, traductor, productor y locutor bilingüe totonaco.
En 1995 entró a la Radiodifusora Cultural Indigenista XECTZ La Voz de la Sierra Norte en Cuetzalan, Puebla. En 1999 publica su primer poemario Xtachiwinkan likatutunaku kachikín / Voces del totonacapan, en la colección Letras Indígenas Contemporáneas, posteriormente en 2008 se publica su obra Tlikgoy Litutunakunín / Cantan los totonacos, en el marco del Año Internacional de las Lenguas y Kxa kiwi tamputsni / En el árbol de los ombligos en 2012. Sus poemas han sido traducidos al portugués y ha participado en el VII Festival de Poesía Las Lenguas de América, Carlos Montemayor, de la UNAM.